# St. Peter und Paul (Wallhausen)

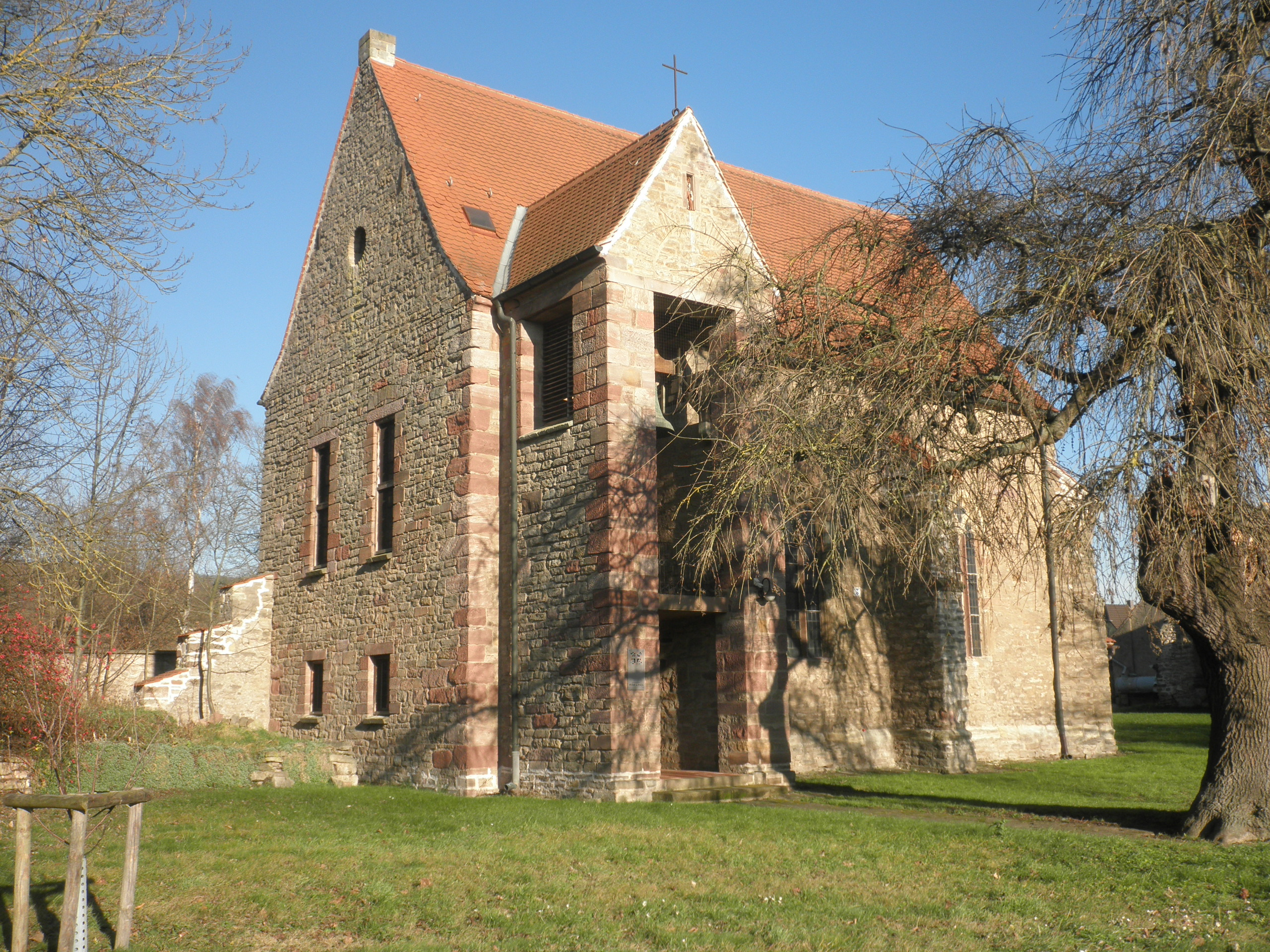
Kirche St. Peter und Paul (2017) von Südwesten

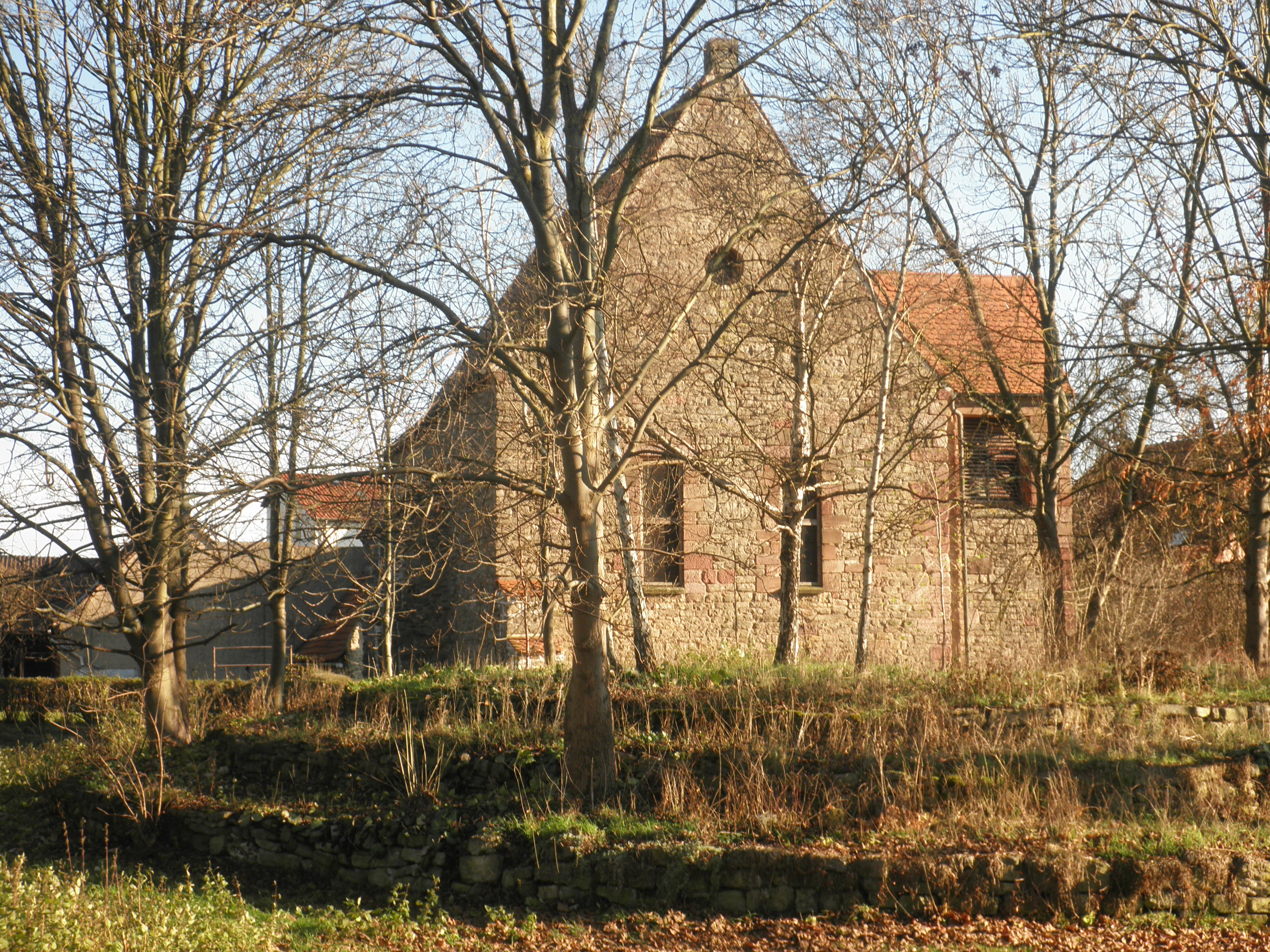
Kirche St. Peter und Paul (2017) von Westen

Die evangelische Dorfkirche St. Peter und Paul steht in der Gemeinde Wallhausen der Verbandsgemeinde Goldene Aue im Landkreis Mansfeld-Südharz in Sachsen-Anhalt. Es handelt sich um den kleineren und turmlosen Neubau anstelle einer am 22. Februar 1945 bei einem Luftangriff zerstörten Kirche. Sie gehört zum Pfarrbereich Brücken im Kirchenkreis Eisleben-Sömmerda der Evangelischen Kirche in Mitteldeutschland.

## Geschichte
Bei der 1945 zerstörten Kirche handelte es sich um einen Bruchsteinbau. Die Saalkirche hatte ein Satteldach und einen zweijochigen, kreuzrippengewölbten, gerade geschlossenen Chor. Der Westturm hatte eine Balustrade und achteckigen Aufsatz. Zwischen Schiff und Chor stand ein spitzbogiger, auf Kämpfern ruhender Triumphbogen. An der Südseite des Chores befanden sich Strebepfeiler und zwei Maßwerkfenster, an der Ostseite ein Sakristei-Anbau. An der Nordseite des Schiffes zwei gekuppelte Fenster. Die Kirche wurde 1408 geweiht. Das Langhaus hat man 1582 nach Süden erweitert. Die 1612 durch Sturm zerstörte Kirchturmspitze wurde 1613 durch eine welsche Haube ersetzt. 1732 erfolgte der Einbau von Emporen. 1876 kam es zu einer Renovierung, dabei wurden die Fenster- und Türgewände gotisch erneuert.
Am 22. Februar 1945 wurde die Dorfkirche Opfer eines amerikanischen Luftangriffs, der auch große Teile des Dorfes vernichtete. Das Kirchenschiff wurde bis auf die Grundmauern zerstört, der massive Turm beschädigt. In ihm klaffte ein langer Riss von oben nach unten. Am 3. September 1949 sprengte man „wegen Einsturzgefahr“ den Kirchturm, wobei die darunterliegende frühere Familiengruft der Familie von Asseburg verschüttet wurde. Am 7. August 1945 hatte eine Zusammenkunft von Ortsbürgermeister, Bauexperten und Politikern des Landkreises nach Begutachtung noch dazu geraten, „den Turm als weithin sichtbares Wahrzeichen in der Landschaft und als wertvolles Baudenkmal zu erhalten“. Auf einem Gruppen-Foto nach der Sprengung ließen sich Bürgermeister Karl Nebe und der Kreiswehrführer ablichten. Der Schuttberg blieb viele Jahre liegen. 1962 wurden die Steine als Mahnmal halbrundartig am früheren Standort des Turmes westlich der Restkirche aufgeschichtet, in persönlicher Initiative durch einen Gemeindearbeiter. 
Vom Chor der zerstörten Kirche aus dem Jahr 1408 waren nur Ruinenteile erhalten geblieben. Ab 1954 erfolgte unter deren teilweiser Einbeziehung der Neubau einer Kirche, der mit kurzem Vorbau gegen das zerstörte Schiff abgeschlossen wurde. An der Südseite des Neubaus wurde ein massiver Glockenstuhl errichtet, der nach außen offen ist und unter dem sich der Eingang zur Kirche befindet. Architekt war Wilhelm Schleef aus Sangerhausen, verdienter Maurermeister der Wallhäuser Otto Wurm. Die Kirche steht unter Denkmalschutz („Dorfkirche (Teilaufbau)“) und trägt im Denkmalverzeichnis die Erfassungsnummer 094 06143.
Bemerkenswert sind die erhaltenen kreuzrippengewölbten Decken und die Maßwerkfenster. Auch der an der Südwand eingebaute Christuskopf blieb – verstümmelt – erhalten. Im Kirchenraum befinden sich aus der Kirche von Hackpfüffel ein ausgeliehener geschnitzter Flügelaltar und Reste eines Epitaphs aus dem späten 16. Jahrhundert.
Die frühere Kirche hatte drei Glocken, zwei von ihnen wurden im Krieg 1942 eingeschmolzen. Die Hauptglocke von 1745 wurde als wertvolles Kulturgut eingestuft und blieb erhalten. Sie wurde vor der Sprengung des Turmes im August 1949 geborgen und in der Pfarrscheune zwischengelagert. 1957 wurde sie an einem von der Wallhäuser Schlosserei Kurt Osterloh gefertigten eisernen Joch in dem neuen Glockenhaus installiert. Im Jahre 2005 erfolgte eine Generalreparatur der Glocke, bei der auch durch Entziffern der Inschrift gesichert werden konnte, dass es sich um die Originalglocke von 1745 handelte – die somit zwei Weltkriege und eine Bombardierung überlebt hat.
Zeitzeugen bezweifeln, dass der Kirchturm gesprengt werden musste und das Kirchenschiff nicht hätte wieder aufgebaut werden können.
Alljährlich läutet am 22. Februar um 13.05 Uhr die Glocke der Kirche als Erinnerung an den verheerenden Bombenangriff 1945.
Östlich der Kirche ist ein baulicher Rest der Gruftkapelle der Asseburger von 1750 erhalten.
Südlich der Kirche stand ein Kriegerdenkmal von 1925 für die Gefallenen des Ersten Weltkriegs, unter Einbeziehung der Gefallenen 1864, 1866 und 1870/71 (Bildhauer: Möbius/Artern). Es überstand den Bombenangriff, wurde aber nach dem Zweiten Weltkrieg abgetragen.